# نلسون سولورسانو
نلسون سولورسانو (اسپانیایی: Nelson Solórzano‎؛ زادهٔ ۳۰ مهٔ ۱۹۵۹) بازیکن بسکتبال اهل ونزوئلا بود. وی در بازی‌های المپیک تابستانی ۱۹۹۲ شرکت کرده‌است.